# آمباتری میتسینجو
آمباتری میتسینجو (انگلیسی: Ambatry Mitsinjo) یک منطقهٔ مسکونی در ماداگاسکار است که در بخش بتیوکی-آتسیمو واقع شده‌است.